# Foghat
Foghat is een Britse rockband, die zijn hoogtepunt beleefde van midden tot eind jaren 70 van de 20e eeuw. Hun stijl kan worden omschreven als "bluesrock," gedomineerd door elektrische en slidegitaar. De band heeft vijf gouden platen gekregen.

## Geschiedenis
De band bestond oorspronkelijk uit Dave Peverett ("Lonesome Dave") op de gitaar en als zanger, Tony Stevens op de bass, en Roger Earl op het drumstel. Nadat ze in 1970 vertrokken bij Savoy Brown, kwam Rod Price bij de band als gitarist. In januari 1971 nam de band officieel de naam Foghat aan.
Hun debuutalbum, eveneens Foghat genaamd, verscheen in 1972. Dit album werd geproduceerd door Dave Edmunds en had een cover van Willie Dixons "I just want to make love to you". Hun tweede album, eveneens Foghat genaamd, kwam uit in 1973. Dit werd hun eerste gouden plaat. In 1974 volgde het album Energized, gevolgd door Rock and Roll Outlaws en Fool for the City in 1975. Dat jaar verliet Stevens de band na onenigheid over de tourplannen van de band. Hij werd vervangen door producer Nick Jameson voor de opnames van Fool For The City. Jameson werd een jaar later alweer vervangen door Craig MacGregor. In deze samenstelling publiceerde de band Night Shift in 1976, een live-album in 1977 en Stone Blue In 1978. Elk van deze albums werd goud. Het grootste succes van de band was Foghat Live, waarvan 2 000 000 exemplaren werden verkocht.
Meer hits volgden: Drivin' Wheel, I Just Want to Make Love to You, Stone Blue en Third Time Lucky (The First Time I Was a Fool). Rod Price was echter niet gelukkig met het feit dat de band vrijwel continu op tournee was, en verliet de band in november 1980. Na een auditie die enkele maanden in beslag nam, werd hij vervangen door Erik Cartwright in februari 1981.
Na 1978 begonnen de verkoopcijfers van de band te dalen. Hun laatste album voor Bearsville Records was Zig-Zag Walk, welke in 1983 werd uitgebracht. MacGregor stopte met de band in 1982, en Nick Jameson keerde terug om zijn plaats in te nemen voor In the Mood For Something Rude en Zig Zag Walk. Daarna gaf hij zijn positie door aan Kenny Aaronson(1983) en vervolgens Rob Alter(1983-1984). MacGregor keerde in 1984 terug naar de band samen met multi-instrumentalist Jason "Bakko" Bakken.
Nadat Dave Peverett vertrok in 1984 ging de band uit elkaar. Earl, samen met MacGregor en Cartwright, blies de groep in 1986 nieuw leven in met een nieuwe zanger/gitarist: Eric (E.J.) Burgeson. Samen gingen ze verder als Foghat. In de jaren erop onder ging de band nog een aantal veranderingen in samenstelling.
In 1993 kwamen op aandringen van producer Rick Rubin alle originele leden weer bij elkaar voor een comeback project. Hoewel Rubin uiteindelijk niet in staat bleek hen bij dit project te helpen, ging de groep toch verder. In 1994 brachten ze het album Return of the Boogie Men uit, in 1998 gevolgd door een live-album getiteld Road Cases. Na zes jaar lang weer bij elkaar te zijn geweest, viel de originele groep opnieuw uit elkaar toen Price besloot te stoppen.
Op 7 februari 2000 overleed Dave Peverett aan de gevolgen van kanker. Na zijn overlijden ging de band door met twee van de oorspronkelijke leden (Roger Earl en Tony Stevens), plus Bryan Bassett en Charlie Huhn. Op 22 maart 2005 overleed Rod Price aan de gevolgen van een hoofdwond die hij had opgelopen bij een val van de trap, gecombineerd met een zware hartaanval.
In 2003 bracht de band het album Family Joules uit.

## Leden
| 1971-1975  | - Dave Peverett - gitaar, zang - Rod Price - gitaar - Tony Stevens - bas - Roger Earl - drum                                             |
| 1975-1976  | - Dave Peverett - gitaar, zang - Rod Price - gitaar - Nick Jameson - bas - Roger Earl - drum                                             |
| 1976-1981  | - Dave Peverett - gitaar, zang - Rod Price - gitaar - Craig MacGregor - bas - Roger Earl - drum                                          |
| 1981-1982  | - Dave Peverett - gitaar, zang - Erik Cartwright - gitaar - Craig MacGregor - bas - Roger Earl - drum                                    |
| 1982-1983  | - Dave Peverett - gitaar, zang - Erik Cartwright - gitaar - Nick Jameson - bas - Roger Earl - drum                                       |
| 1983       | - Dave Peverett - gitaar, zang - Erik Cartwright - gitaar - Kenny Aaronson - bas - Roger Earl - drum                                     |
| 1983-1984  | - Dave Peverett - gitaar, zang - Erik Cartwright - gitaar - Rob Alter - bas - Roger Earl - drum                                          |
| 1984       | - Dave Peverett - gitaar, zang - Erik Cartwright - gitaar - Jason Bakken - gitaar, keyboards - Craig MacGregor - bas - Roger Earl - drum |
| 1984-1986  | Band Split |
| 1986-1987  | - Eric Burgeson - gitaar, zang - Erik Cartwright - gitaar - Craig MacGregor - bas - Roger Earl - drum                                    |
| 1987       | - Eric Burgeson - gitaar, zang - Erik Cartwright - gitaar - Brett Cartwright - bas - Roger Earl - drum                                   |
| 1987-1988  | - Eric Burgeson - gitaar, zang - Erik Cartwright - gitaar - Jeff Howell - bas - Roger Earl - drum                                        |
| 1988-1989  | - Eric Burgeson - gitaar, zang - Erik Cartwright - gitaar - Brett Cartwright - bas - Roger Earl - drum                                   |
| 1989-1990  | - Phil Nudelman - gitaar, zang - Erik Cartwright - gitaar - Jeff Howell - bas - Roger Earl - drum                                        |
| 1990-1991  | - Billy Davis - gitaar, zang - Erik Cartwright - gitaar - Jeff Howell - bas - Roger Earl - drum                                          |
| 1991-1992  | - Billy Davis - gitaar, zang - Erik Cartwright - gitaar - Craig MacGregor - bas - Roger Earl - drum                                      |
| 1992-1993  | - Billy Davis - gitaar, zang - Erik Cartwright - gitaar - Dave Crigger - bas - Roger Earl - drum                                         |
| 1993-1999  | - Dave Peverett - gitaar, zang - Rod Price - gitaar - Tony Stevens - bas - Roger Earl - drum                                             |
| 1999-2000  | - Dave Peverett - gitaar, zang - Bryan Bassett - gitaar - Tony Stevens - bas - Roger Earl - drum                                         |
| 2000-2005  | - Charlie Huhn - gitaar, zang - Bryan Bassett - gitaar - Tony Stevens - bas - Roger Earl - drum                                          |
| 2005-heden | - Charlie Huhn - gitaar, zang - Bryan Bassett - gitaar - Craig MacGregor - bas - Roger Earl - drum                                       |

## Discografie

### Albums
- Foghat (1972)
- Foghat (ook bekend als Rock and Roll, 1973)
- Energized (1974)
- Rock & Roll Outlaws (1974)
- Fool for the City (1975)
- Night Shift (1976)
- Foghat Live (1977)
- Stone Blue (1978)
- Boogie Motel (1979)
- Tight Shoes (1980)
- Girls to Chat & Boys to Bounce (1981)
- In the Mood for Something Rude (1982)
- Zig-Zag Walk (1983)
- Return of the Boogie Men (1994)
- Road Cases (1998)
- Family Joules (2003)
- Decades Live (2003)
- Live II (2006)
- Last Train Home (2010)
- Under the Influence (2016)
- Live at the Belly Up (2017)
- Sonic Mojo (2023)"

### Singles
- What a Shame / Hole to Hide In (Jun 72)
- I Just Want To Make Love To You (POP #83) / Hole to Hide In (Sep 72)
- What A Shame (POP #82) / Helping Hand (Apr 73)
- Long Way To Go / Ride, Ride, Ride (Feb 74)
- That'll Be the Day / Wild Cherry (May 74)
- Step Outside / Maybellene (Jul 74)
- Slow Ride (POP #20) / Save Your Lovin' For Me (Dec 75)
- Fool For The City (POP #45) / Take It Or Leave It (Jun 76)
- Drivin' Wheel (POP #34) / Night Shift (Nov 76)
- I'll Be Standing By (POP #67) / Take Me To The River (Mar 77)
- I Just Want To Make Love To You (live) (POP #33) / Fool For The City (live) (Jan 78)
- Stone Blue (POP #36) / Chevrolet (May 78)
- Sweet Home Chicago / High On Love (Sep 78)
- Third Time Lucky (First Time I Was A Fool) (POP #23) / Love In Motion (Nov 79)
- Third Time Lucky (First Time I Was A Fool) / Somebody's Been Sleepin' In My Bed (Mar 80)
- Stranger In My Home Town (POP #81) / Be My Woman (Jul 80)
- Wide Boy / Love Zone (Jul 81)
- Live Now - Pay Later (POP #102) / Love Zone (Aug 81)
- Slipped, Tripped, Fell In Love (ROK #12) / And I Do Just What I Want (Oct 82)
- Seven Day Weekend / That's What Love Can Do (Jul 83)